# Mechanisierung der Landwirtschaft

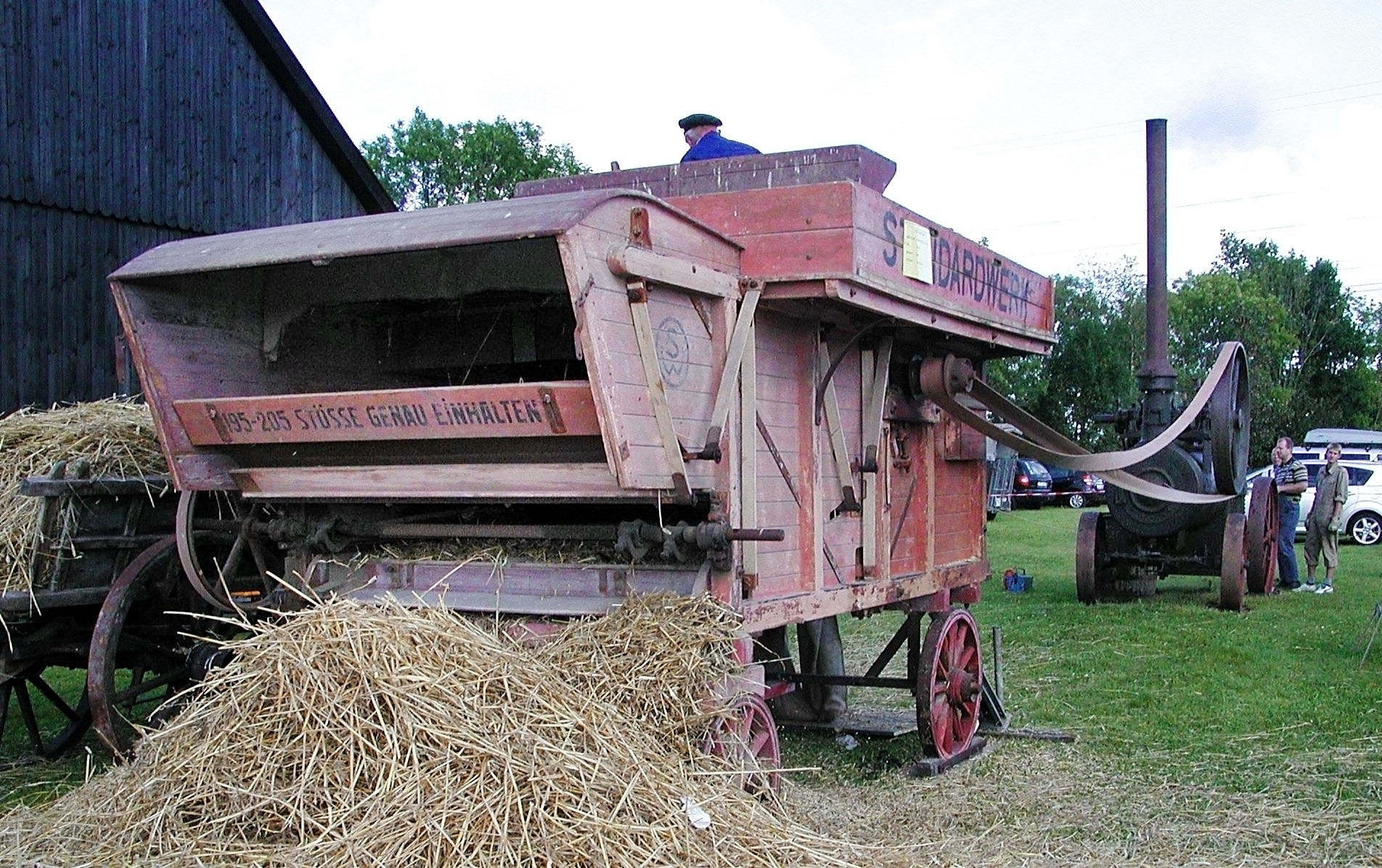
Dreschmaschine angetrieben von einer Lanz-Lokomobile aus dem Jahr 1911

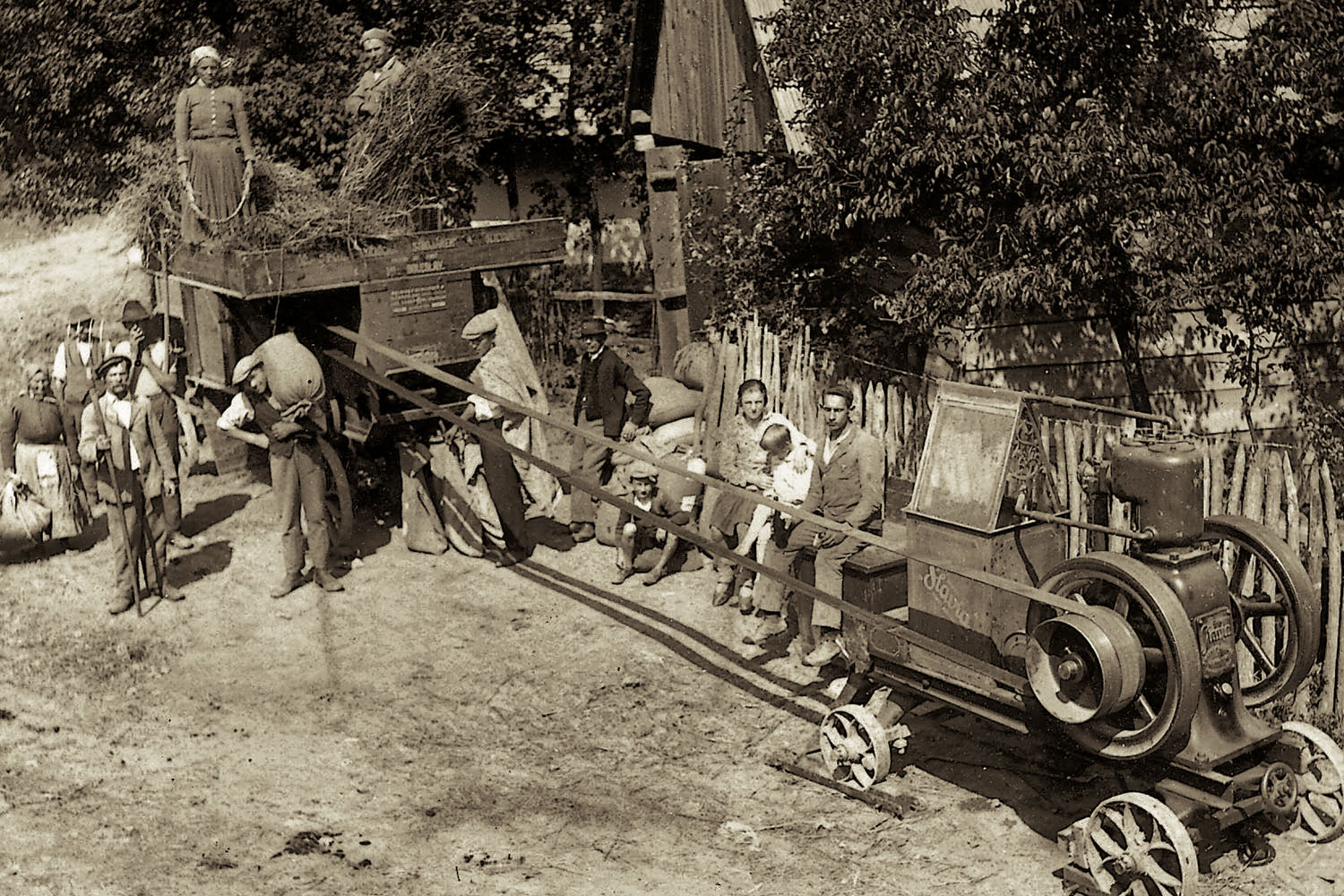
Dreschmaschine in Mladá Boleslav mit 4 PS Slavia Motorantrieb (1932)

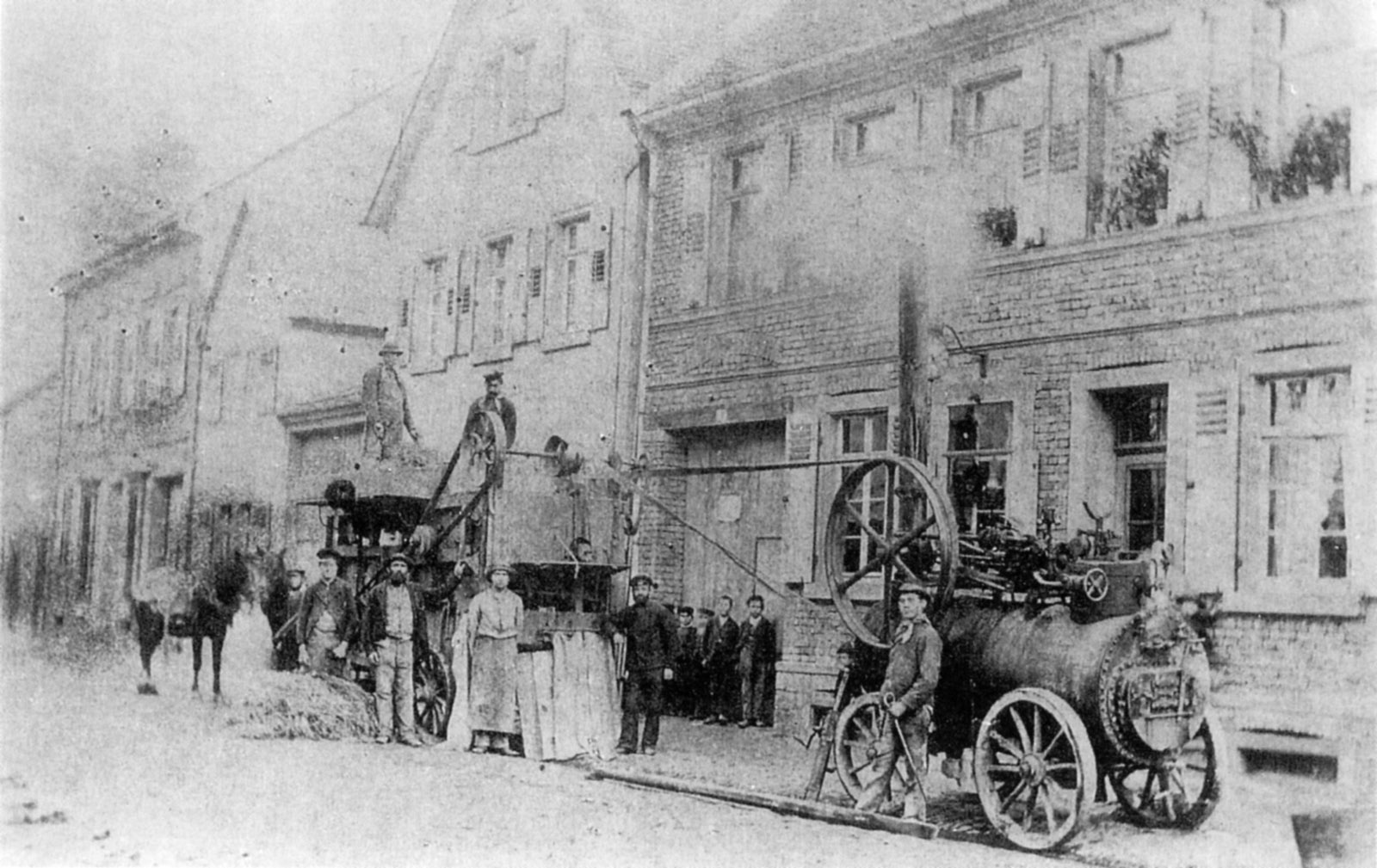
Lokomobile treibt eine Dreschmaschine in Groß-Gerau am Ende des 19. Jahrhunderts an

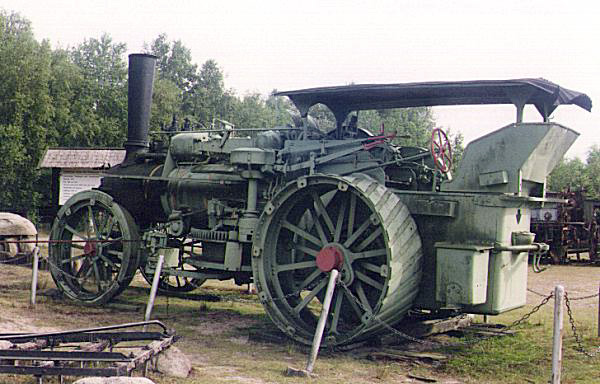
Selbstfahrende Lokomobile, eine sogenannte Pfluglokomotive

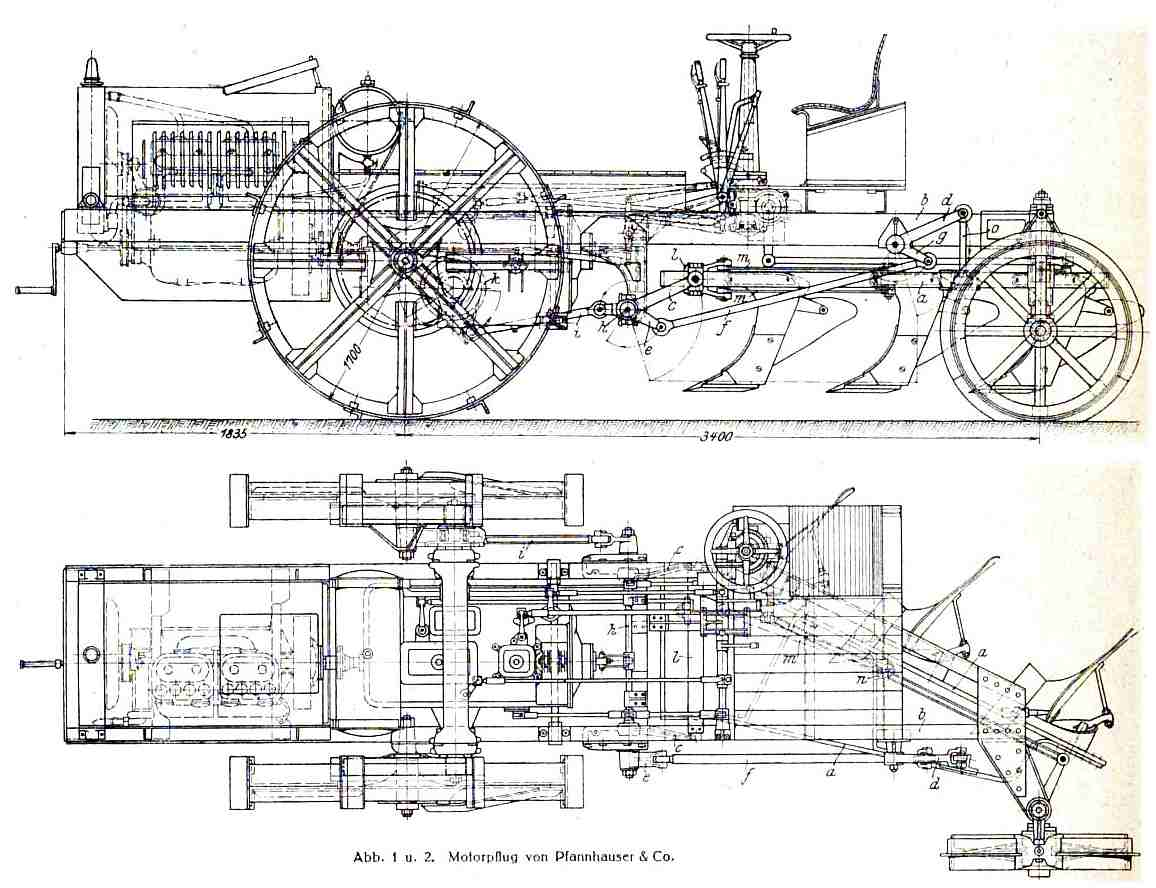
Motorpflug Pfannhauser, Tragpflug (1922)

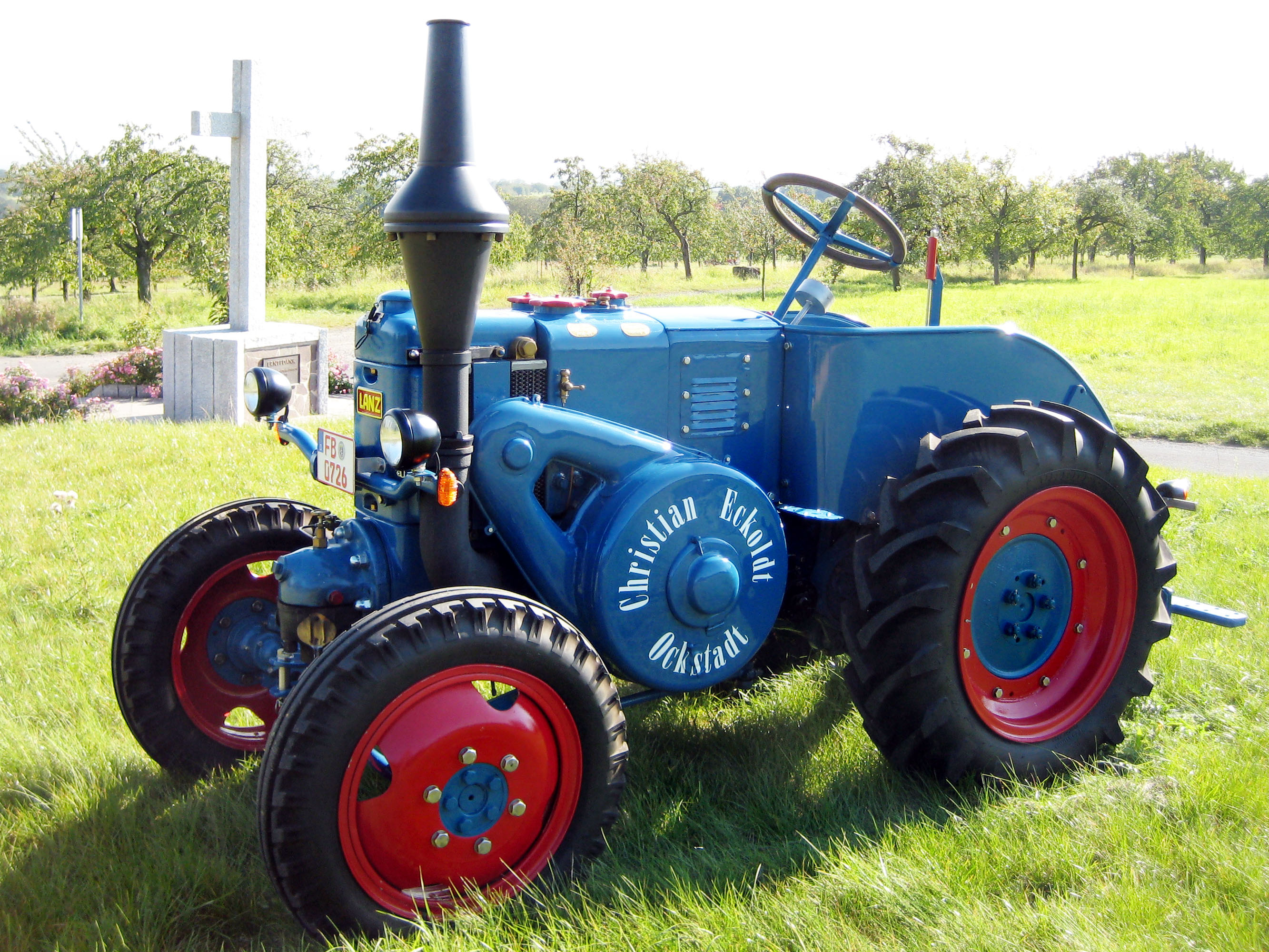
Lanz Bulldog von 1939, ein früher Ackerschlepper

Die Mechanisierung der Landwirtschaft ist ein Entwicklungsprozess, in dessen Verlauf sich zwischen dem Ende des 19. und der zweiten Hälfte des 20. Jahrhunderts in den Industriestaaten die Produktions- und Wirtschaftsmethoden radikal veränderten. Infolge der Mechanisierung und damit verbundenen Industrialisierung ist die Gesamtzahl der menschlichen Arbeitskräfte in der Landwirtschaft enorm gesunken. Diese Entwicklung hatte enorme Auswirkungen für den Arbeitsmarkt und auf die Bevölkerungsentwicklung von ländlichen und städtischen Gebieten, denn während die Einwohnerzahl in den Dörfern auf dem Lande stetig abnahm, stieg sie gleichzeitig in den Städten rapide an (siehe Landflucht).

## Historische Entwicklung
Ein erster Schritt der Mechanisierung war das Aufkommen von Dreschmaschinen, die zunächst noch mit Muskelkraft (häufig von Pferden) betrieben wurden. Die Heuernte konnte in einigen Regionen zweimal im Jahr stattfinden; es war eine körperlich anstrengende Arbeit. Im Verlauf des Fortschritts beim Bau von Verbrennungsmotoren und der Erfindung motorbetriebener Kraftfahrzeuge kam es zu ersten Überlegungen und Versuchen, diese Technik auch als Arbeitserleichterung und für eine Effektivitätssteigerung in der Landwirtschaft einzusetzen. Ende des 19. Jahrhunderts wurden erste Versuche mit motorbetriebenen Zugmaschinen gemacht, frühen Vorläufern der Traktoren, welche sich zunächst jedoch noch als zu schwach erwiesen. Parallel zu den heute üblichen Verbrennungsmotoren wurde in der Frühzeit der Motorisierung auch noch mit dampfbetriebenen Fahrzeugen gearbeitet, welche zwar unhandlich und schwer waren und sich im Automobilbereich deshalb mittelfristig nicht durchsetzten, für den stationären Betrieb an Feldrändern oder in landwirtschaftlichen Betrieben als Antriebseinheiten für weitere Geräte jedoch gut eigneten. Größere Betriebe begannen deshalb teilweise mit der Beschaffung von sogenannten Lokomobilen. Da nun eine verlässliche Kraftquelle zur Verfügung stand, wurden auch weitere Geräte entwickelt, die sich mit ihrer Hilfe betreiben ließen, etwa die Ballenpresse für Heu und Stroh.
Parallel fand auch die Weiterentwicklung zunächst mit Tragpflügen und dann bei Traktoren oder Ackerschleppern mit Verbrennungsmotoren statt. In Deutschland kam diese Entwicklung in den 1920er Jahren insbesondere durch die Traktoren-Entwicklungen von der beiden Firmen Heinrich Lanz AG und Deutz AG in Gang. Die Heinrich Lanz AG wurde seit 1921 mit ihren Modellen des „Lanz Bulldog“ so populär, dass die Bezeichnung Bulldog bis heute regional in Deutschland zur Gattungsbezeichnung für Traktoren wurde. Daneben etablierte sich die Deutz AG mit ihren von einem Dieselmotor betriebenen Traktorenmodellen, die in den 1930er Jahren große Verkaufserfolge errangen. Zusammen mit Hanomag konnten somit drei Unternehmen in der ersten Hälfte des 20. Jahrhunderts den Traktorenmarkt und die Mechanisierung der Landwirtschaft in Deutschland dominieren. 
Die Mechanisierung der Landwirtschaft wurde durch die Agrarwirtschaft und Agrarpolitik im Deutschen Reich (1933–1945) maßgeblich rund zehn Jahre lang staatlicherseits erheblich unterstützt, um mit Steigerung der heimischen Lebensmittelproduktion eine Autarkie Deutschlands zu erreichen.
Viele Traktoren der 1920er bis 1960er Jahre besaßen eine kuppelbare Riemscheibe, die im Stationärbetrieb zum Treibriemenantrieb einer Vielzahl von Zusatzgeräten (wie Großmahlwerk, Dreschmaschine, Windfege, Ballenpresse, Heu- und Erntegutförderer, Feldhäcksler (Ernteguthäcksler), Steinbrecher, (Brennholz)-Kreissäge, Kegelspalter, Wasserpumpe, Werkstattmaschinen etc.) genutzt werden konnte und so die Vorteile einer Acker- und Zugmaschine und eines stationären Antriebsmotors zum Betrieb von Zusatzgeräten vereinen konnten. Dadurch konnten viele schwere Arbeiten durch menschliche Arbeitskräfte erleichtert und effektiver gemacht werden. Zudem wurden Balkenmähwerke (Mähbalken) an Traktoren, traktorgezogene landwirtschaftliche Geräte, wie Pflüge, Eggen, Sämaschinen, Walzen, Kartoffelroder, Heuwender, Schwader, Heulader, Transportanhänger etc., sowie – insbesondere in der zweiten Hälfte des 20. Jahrhunderts – eine Vielzahl von zapfwellenbetriebenen gezogenen oder stationären Zusatzgeräten entwickelt und erleichterten und rationalisierten zunehmend den Einsatz menschlicher Arbeitskraft in der Landwirtschaft.
Die technische Entwicklung wurde allerdings auch maßgeblich in den USA vorangetrieben, wo die riesigen Anbauflächen im Mittleren Westen nur noch mit Maschinen bearbeitet werden konnten. Erste Versuche mit kombinierten Mähdreschmaschinen gab es bereits im 19. Jahrhundert. Selbstfahrende Mähdrescher wurden dann in den 1930er Jahren in den USA konstruiert. Traktoren wie auch Mähdrescher setzten sich dort seit den 1930er Jahren verstärkt durch, in Europa lief die Entwicklung wesentlich langsamer ab, wohl auch, weil die durchschnittliche Betriebsgröße erheblich geringer, die Anschaffung großer und teurer Maschinen weniger lohnend erschien oder schlicht finanziell nicht machbar war.
Die Verbreitung von Traktoren erreichte in den 1950er bis frühen 1960er Jahren ihren Höhepunkt (Schlepperboom). Seitdem ist zwar die Zahl der zugelassenen Traktoren rückläufig, hingegen ist bei anderen landwirtschaftlichen Geräten ein weiterer technischer Fortschritt mit Leistungssteigerungen zu beobachten, welche jedoch zu einem höheren Energieverbrauch führen.